# ミナミツチクジラ
ミナミツチクジラ (学名: Berardius arnuxii) は、アカボウクジラ科に分類されるハクジラの一種であり、ツチクジラとクロツチクジラと共にツチクジラ属を構成する。

## 呼称
ツチクジラ属の属名の「Berardius」は Auguste Bérard（英語版）およびスペンサー・フラトン・ベアードに由来しており、Bérard が本種の頭蓋骨をニュージーランドからフランスに運んだことで、Georges Louis Duvernoy（英語版）によって種と属の同定が行われた。
英名の「Arnoux」は、ニュージーランドのアカロア付近の海岸で本種のホロタイプとなる頭骨を採取した船医の Maurice Arnoux に因んでいる。
標準英名の他に、「Southern four-toothed whale」と呼ばれることもある。

## 形態

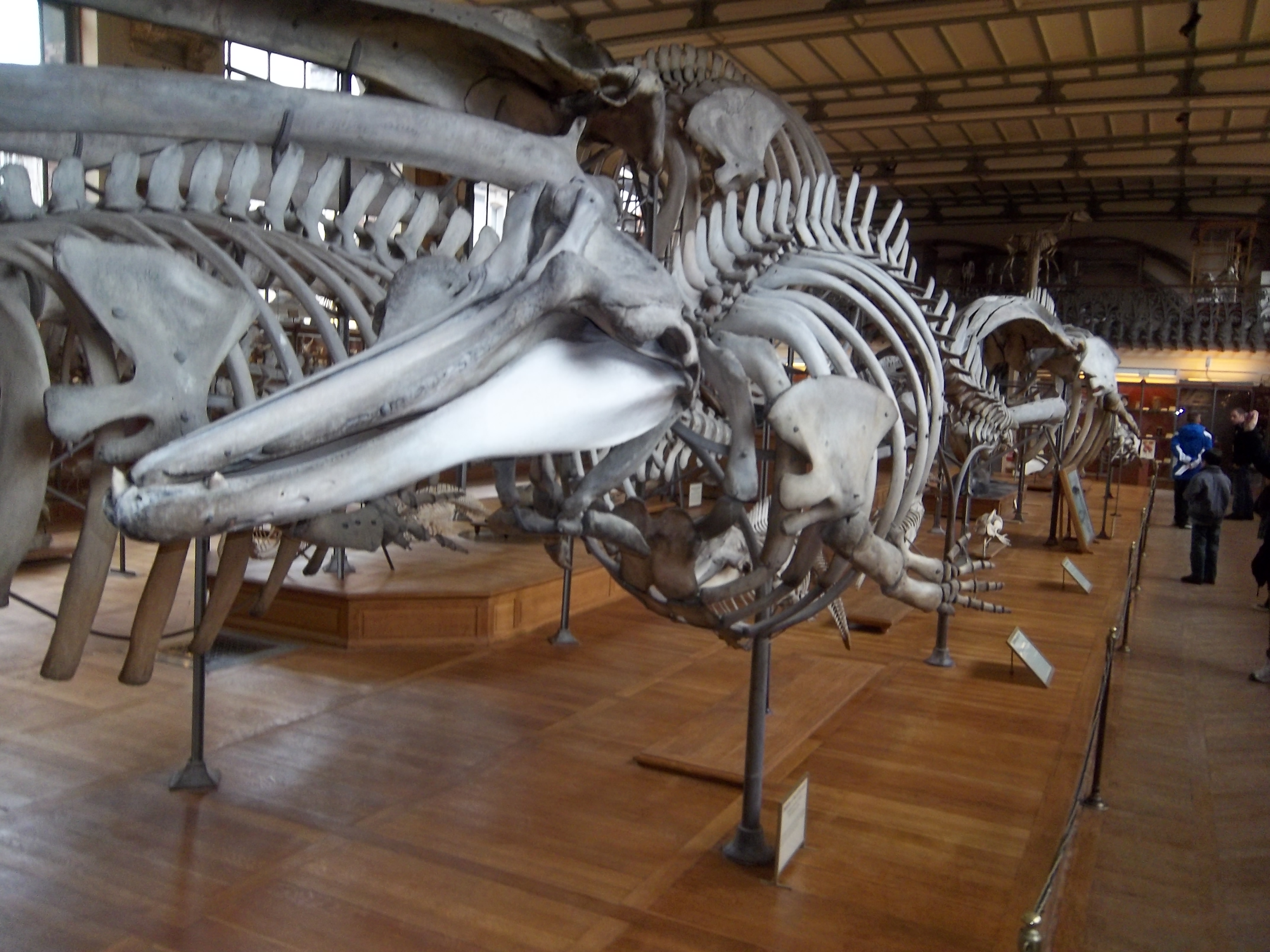
本種の骨格標本。

大きさ以外の外見自体は北太平洋のツチクジラとほとんど差がなく、雄の体表には他の雄との競争で生じた歯の傷跡が目立つのもツチクジラと類似している。
本種の確認されている最大体長は9.75メートルとツチクジラ（約13メートル）よりも大幅に小さい。しかし、本種の生体観察や死骸の計測の機会だけでなく生物学的な情報自体も限られているため、本種の最大体長がツチクジラに匹敵するのか否かは不明である。
子供の体長は4メートル前後である。

## 生態

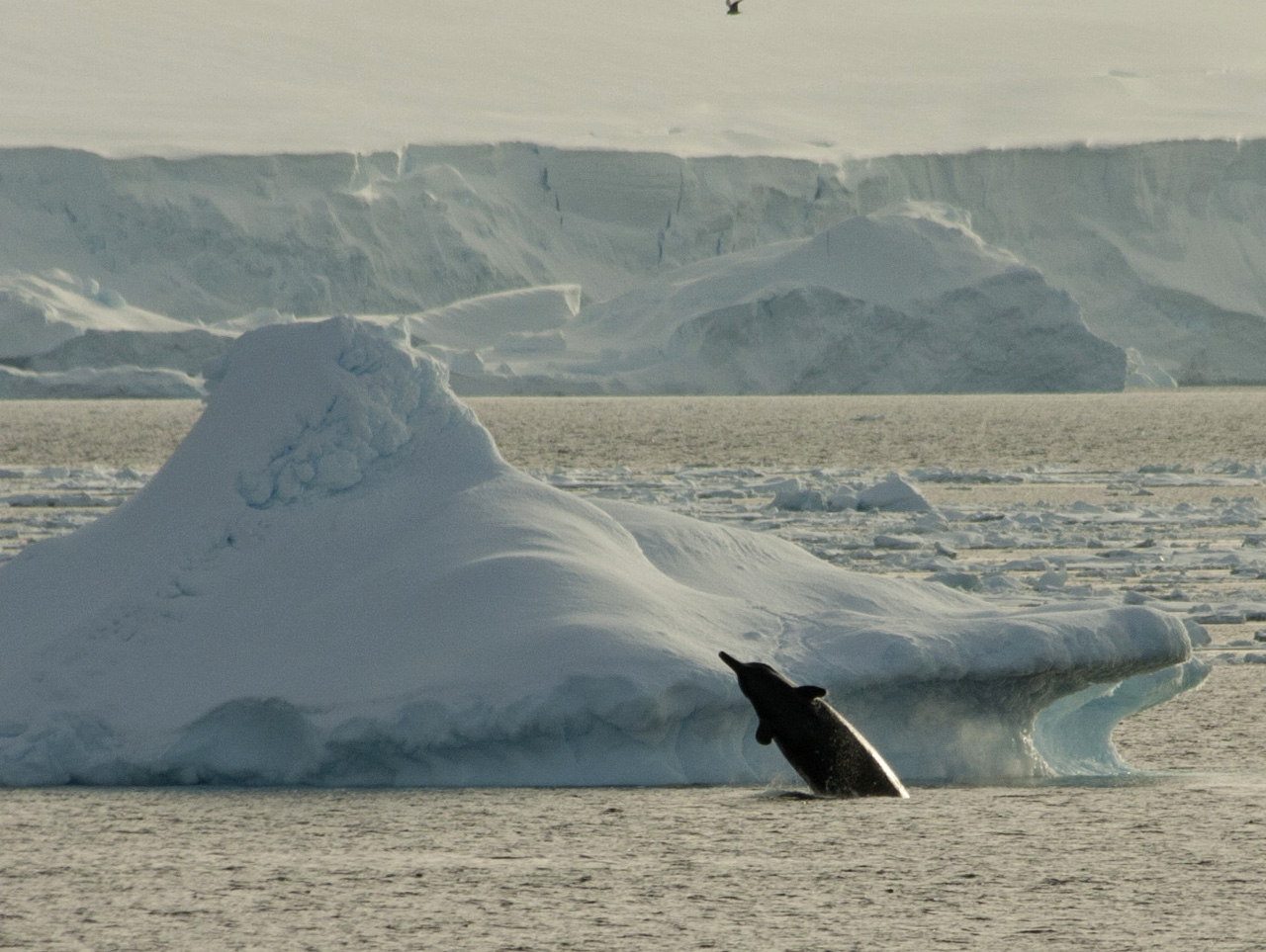
南極海でブリーチングをする個体。

判明している限りは本種の行動様式はツチクジラとの類似性が強いが、本種は積極的な捕鯨の対象になってこなかったにもかかわらずツチクジラよりも人間を避けようとする傾向が強いという側面がある。
本種は人間や船舶を避けようとする傾向が強いこと、積極的な商業捕鯨の対象にされてこなかったこと、目撃やストランディング自体も量が多くないこと、生態調査がほとんど進められていないことなどの側面があるため、生態の多くが解明されていない。
ツチクジラと同様に群れで行動することが目立ち、基本的には10頭以下の群れが多いが80頭にも達する大規模な群れも確認されている。
また、ツチクジラと同様にブリーチングなどの活発な海面行動も行う。

## 分布

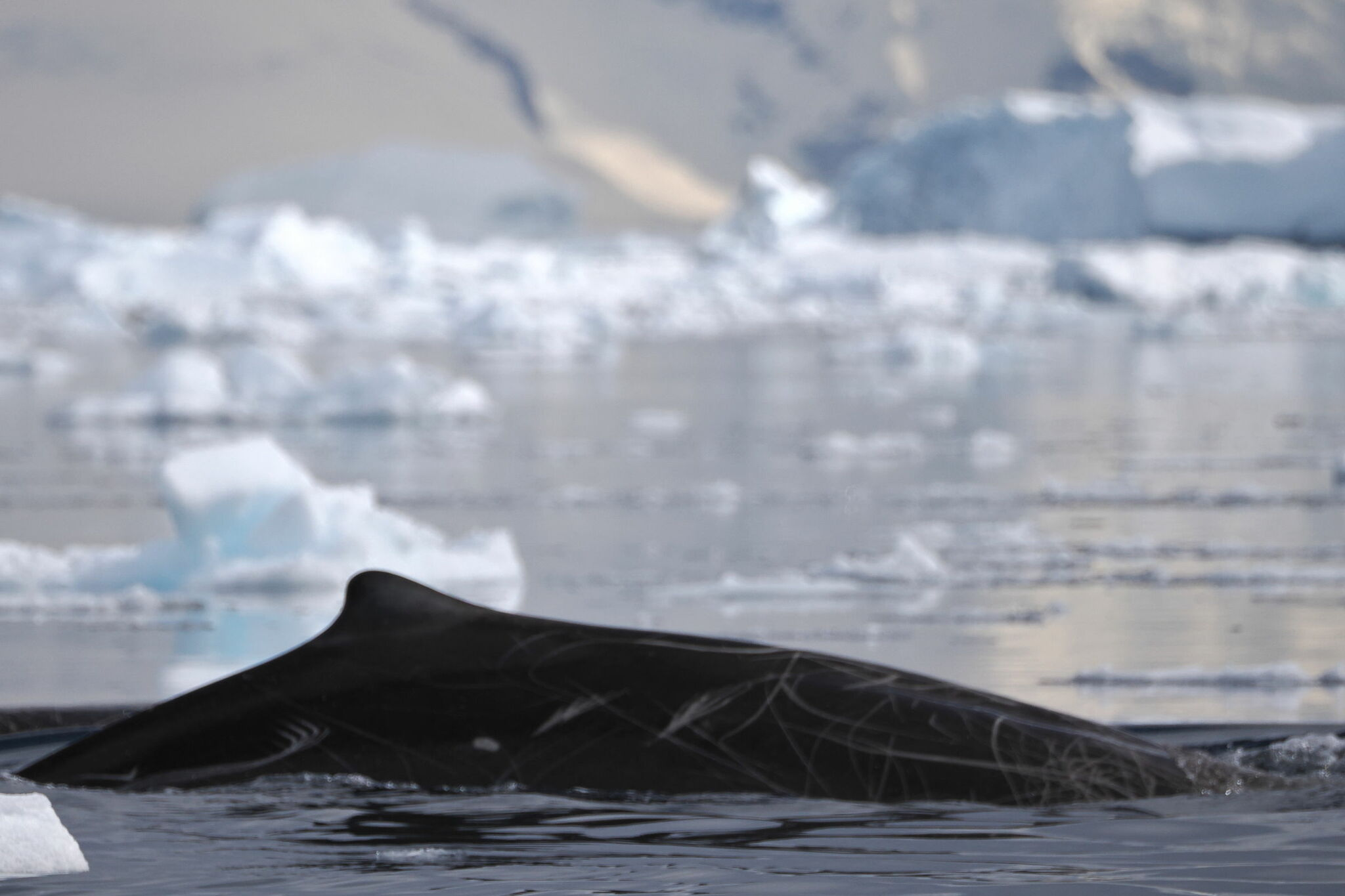
南極海（ネコ湾）にて。

南半球の南極海から温帯に主に分布しており、時には亜熱帯や熱帯に達する。特筆すべき点として本種は極海にも適応しており、海氷の多い海域でも問題なく生息し、流氷などの間近に現れることもある。
基本的には深海性だが、沿岸の陸近くに現れる場合もある。
目撃が比較的に多いのはタスマン海と東太平洋海嶺である。ストランディングのほとんどもニュージーランドにて発生している。

## 人間との関わり
ツチクジラと同様に本種も「ボン条約」の保護対象種に指定されている
本種はツチクジラとは対照的に中・大型の現生鯨類では積極的な商業捕鯨の対象とされてこなかった数少ない種類の一つであるため、人類による直接の殺傷によって個体数が大きく減少しておらず、比較的に人間活動の影響を受けにくい。一方で生息数も判明しておらず、その他の項目に関する生態調査もほとんど進んでいないために、本種にとって脅威となる要素自体も解明が進んでいない。他の鯨類と同様に、混獲や船舶との衝突、地球温暖化などの悪影響を受ける可能性がある。
目撃情報自体も少なく、積極的なホエールウォッチングの対象ともみなされていない。